# Qièyùn
El Qièyùn (en xinès tradicional: 切韻, xinès simplificat: 切韵, pinyin: Qièyùn) és un diccionari de pronunciació de l'idioma xinés, acabat l'any 601 per Lù Fayán (陸法言). El Qièyùn fou una de les primeres obres lexicogràfiques xineses dissenyada com una guia normativa de la pronúncia dels caràcters xinesos, i l'única que ha arribat fins a l'actualitat. Hi participaren vuit erudits reunits a casa de Lù Fayán a Chang'an (actual Xi'an), la capital de la dinastia Sui, segons diu el mateix Lù en el prefaci de l'obra.
La seua importància rau en el caràcter no fonètic de l'escriptura xinesa, que ha dut a l'existència des de l'antiguitat de grans discrepàncies regionals i temporals en la manera de pronunciar la llengua escrita. El Qièyùn recull pronúncies normatives dels caràcters basades en solucions de compromís entre els usos del nord i sud, i això explica la gran acceptació que tingué l'obra en tota l'àrea cultural xinesa. La influència del Qièyùn en els segles següents fou enorme i s'hi basaren reedicions i reelaboracions amb comentaris i afegits, com el famós Guangyun de la dinastia Song, quatre segles posterior a l'obra de Lù Fayán.
El Qièyùn empra el sistema de rimes conegut com a fanqiè per a reflectir la pronúncia dels caràcters, i és l'obra més antiga que ha sobreviscut fins ara, en què s'usa aquest mètode de representació fonètica.

## Història
En el prefaci de l'obra, Lù Fayán explica com en una reunió a casa sua, ell i altres vuit persones enraonaren sobre la pronúncia correcta dels caràcters. Entre els vuit presents, a més de Lù Fayán, hi havia cinc lletrats de la ciutat del nord de Yexia i tres de la ciutat meridional de Jinling. Per les fortes discrepàncies entre la llengua culta del nord i la del sud, les discussions se centraren a determinar les pronúncies més esteses o acceptades, i adoptaren solucions de compromís entre l'ús del nord i del sud. Segons Lù Fayán, haurien estat dos dels participants del sud, els erudits Yan Zhitui i Xiao Gai, els que més influència tingueren sobre la compilació de pronúncies, i això explica el possible biaix general a favor de la pronúncia meridional. Aquesta és la interpretació més acceptada ara, defensada per l'estudiós Zhou Zumo en un article del 1966. Amb el temps s'ha descartat la idea que antany defensava el prestigiós sinòleg Bernhard Karlgren, segons la qual el Qièyùn recolliria el llenguatge de la capital Chang'an. Els estudis en les darreres dècades reforcen la tesi de Zhou Zumo sobre el caràcter sintètic i interregional del Qièyùn.
L'èxit del Qièyùn feu que fos l'obra normativa per excel·lència per a la pronúncia culta del xinés durant segles, sobretot durant la dinastia Tang. El prestigi de l'obra es veu en les nombroses edicions, sovint amb comentaris annexos, que se succeïren durant els segles posteriors. Els altres llibres de rimes anteriors, sis dels quals apareixen esmentats en el prefaci del Qièyùn, s'han perdut a causa del poc interés de conservar obres que a partir del Qièyùn es consideraven superades.
De les moltes reproduccions i ampliacions de l'obra, la més important fou el Guangyun, redactada sota la direcció de l'erudit Chén Péngnián (陳彭年) i acabada en els primers anys del segle xi, durant la dinastia Song. El Guangyun seria la versió del Qièyùn que s'empraria com a guia normativa de pronúncia durant segles i l'única versió conservada del Qièyùn fins que després de la Segona Guerra Mundial se'n descobrí una altra versió més antiga, compilada per Wáng Rénxù (王仁煦) durant la dinastia Tang.

## Estructura de l'obra
En les obres lexicogràfiques xineses més antigues la pronúncia dels caràcters xinesos que fonèticament corresponen a una síl·laba s'indicava per equivalència o analogia amb altres caràcters més coneguts, i no existia cap teoria fonològica sobre la pronúncia xinesa. Durant el segle anterior a la publicació del Qièyùn, l'any 601, es descobrí que la pronúncia de les síl·labes xineses podia classificar-se segons quatre tons (el xinés ha estat i és una llengua tonal). Aquests tons s'anomenaren píng (平, 'pla'), shàng (上, 'ascendent'), qù (去, 'sortint') i rù (入, 'entrant'). Amb el descobriment dels tons, en aquesta època se sistematitza l'estudi de la rima, en analitzar les síl·labes com combinacions d'una consonant inicial seguida d'un component final. Açò permet agrupar les síl·labes en rimes. L'anàlisi fonològica de la síl·laba xinesa com a composició d'un element inicial i un altre final forma la base del sistema fanqie i la seua influència es manté encara. Fins i tot en les descripcions dels sistemes de transcripció moderns, com el pinyin o el zhuyin, s'usa d'aquest tipus d'anàlisi fonològica en què es combinen de manera cartesiana els elements inicials i finals.
El Qièyùn consta de cinc volums (juàn, 卷) que classifiquen els caràcters primer pel to i després per la rima. Els dos primers volums inclouen els caràcters pronunciats en to pla, el més freqüent, i els altres tres en corresponen als altres tres tons: ascendent, sortint i entrant, respectivament. Cada volum es divideix en grups de caràcters homòfons marcats per un cercle o botó (niǔ, 紐), i la pronúncia del qual es glossa amb un caràcter que representa el so de l'element inicial i un altre del so de la rima. Als dos caràcters indicadors de la pronúncia se'ls afegeix un dels caràcters fǎn (反) o qiè (切), d'origen incert, que donen nom a l'estil fanqie de glossa de pronúncia.